# Maruša Ferk
Maruša Ferk (ur. 27 września 1988 w Jesenicach) – słoweńska narciarka alpejska.

## Kariera
Na arenie międzynarodowej Maruša Ferk po raz pierwszy pojawiła się 11 grudnia 2003 roku w Pitztal, gdzie w zawodach FIS Race w slalomie zajęła 21. miejsce. W 2007 roku wystartowała na mistrzostwach świata juniorów w Altenmarkt, zdobywając brązowy medal w kombinacji. Przegrała tam tylko ze swą rodaczką, Ilką Štuhec oraz Austriaczką Nicole Schmidhofer. Na tych samych mistrzostwach była także czwarta w supergigancie i slalomie. Podczas rozgrywanych rok później mistrzostw świata juniorów w Formigal jej najlepszym wynikiem było czwarte miejsce w slalomie. W zawodach Pucharu Świata zadebiutowała 21 stycznia 2007 roku w Cortina d’Ampezzo, zajmując osiemnaste miejsce w gigancie. Tym samym już w swoim debiucie wywalczyła pierwsze pucharowe punkty. Na podium po raz pierwszy stanęła 30 stycznia 2009 roku w Garmisch-Partenkirchen, zajmując trzecie miejsce w slalomie. W zawodach tych uległa jedynie Lindsey Vonn z USA i Marii Höfl-Riesch. Najlepsze wyniki osiągała w sezonie 2009/2010, kiedy zajęła 44. miejsce w klasyfikacji generalnej, a w klasyfikacji kombinacji była trzynasta.
W 2010 roku wystartowała na igrzyskach olimpijskich w Vancouver, gdzie jej najlepszym wynikiem było piętnaste miejsce w kombinacji. Podczas rozgrywanych cztery lata później igrzysk w Soczi wzięła udział we wszystkich konkurencjach, zajmując między innymi dziesiąte miejsce w kombinacji i szesnaste w supergigancie. Była też między innymi dziewiąta w superkombinacji podczas mistrzostw świata w Garmisch-Partenkirchen w 2011 roku oraz dziesiąta na rozgrywanych dwa lata wcześniej mistrzostwach świata w Val d’Isère. W 2017 roku zajęła ósme miejsce w superkombinacji na mistrzostwach świata w Sankt Moritz.

## Osiągnięcia

### Igrzyska olimpijskie
| Miejsce | Dzień     | Rok  | Miejscowość | Konkurencja     | Czas biegu | Strata | Zwyciężczyni              |
| ------- | --------- | ---- | ----------- | --------------- | ---------- | ------ | ------------------------- |
| 20.     | 17 lutego | 2010 | Vancouver   | Zjazd           | 1:44,19    | +4,05  | Lindsey Vonn              |
| 15.     | 18 lutego | 2010 | Vancouver   | Superkombinacja | 2:09,14    | +3,84  | Maria Riesch              |
| DNF     | 20 lutego | 2010 | Vancouver   | Supergigant     | 1:20,14    | -      | Andrea Fischbacher        |
| 23.     | 26 lutego | 2010 | Vancouver   | Slalom          | 1:42,89    | +4,14  | Maria Riesch              |
| 10.     | 10 lutego | 2014 | Soczi       | Superkombinacja | 2:34,62    | +2,27  | Maria Höfl-Riesch         |
| 18.     | 12 lutego | 2014 | Soczi       | Zjazd           | 1:41,57    | +1,67  | Dominique Gisin Tina Maze |
| 16.     | 15 lutego | 2014 | Soczi       | Supergigant     | 1:25,52    | +2,67  | Anna Fenninger            |
| DNF2    | 18 lutego | 2014 | Soczi       | Gigant          | 2:36,87    | -      | Tina Maze                 |
| 19.     | 21 lutego | 2014 | Soczi       | Slalom          | 1:44,54    | +5,62  | Mikaela Shiffrin          |
| 18.     | 16 lutego | 2018 | Pjongczang  | Slalom          | 1:38,63    | +3,45  | Frida Hansdotter          |
| 25.     | 17 lutego | 2018 | Pjongczang  | Supergigant     | 1:21,11    | +2,07  | Ester Ledecká             |
| 19.     | 21 lutego | 2018 | Pjongczang  | Zjazd           | 1:39,22    | +2,78  | Sofia Goggia              |
| DSQ2    | 22 lutego | 2018 | Pjongczang  | Superkombinacja | 2:20,90    | -      | Michelle Gisin            |
| 9.      | 24 lutego | 2018 | Pjongczang  | Drużynowo       | -          | -      | Szwajcaria                |
| 23.     | 11 lutego | 2022 | Pekin       | Supergigant     | 1:13,51    | +2,21  | Lara Gut-Behrami          |
| 23.     | 15 lutego | 2022 | Pekin       | Zjazd           | 1:31,87    | +3,12  | Corinne Suter             |
| 9.      | 17 lutego | 2022 | Pekin       | Superkombinacja | 2:25,67    | +4,45  | Michelle Gisin            |

### Mistrzostwa świata
| Miejsce | Dzień     | Rok  | Miejscowość       | Konkurencja     | Czas biegu | Strata | Zwyciężczyni       |
| ------- | --------- | ---- | ----------------- | --------------- | ---------- | ------ | ------------------ |
| 26.     | 13 lutego | 2007 | Åre               | Gigant          | 2:31,72    | +3,09  | Nicole Hosp        |
| 26.     | 16 lutego | 2007 | Åre               | Slalom          | 1:43,91    | +3,82  | Šárka Záhrobská    |
| DNF     | 3 lutego  | 2009 | Val d’Isère       | Supergigant     | 1:20,73    | -      | Lindsey Vonn       |
| 10.     | 6 lutego  | 2009 | Val d’Isère       | Superkombinacja | 2:20,13    | +2,98  | Kathrin Zettel     |
| 22.     | 9 lutego  | 2009 | Val d’Isère       | Zjazd           | 1:30,31    | +3,30  | Lindsey Vonn       |
| 27.     | 12 lutego | 2009 | Val d’Isère       | Gigant          | 2:03,49    | +5,47  | Kathrin Hölzl      |
| 17.     | 14 lutego | 2009 | Val d’Isère       | Slalom          | 1:51,80    | +3,40  | Maria Riesch       |
| 27.     | 8 lutego  | 2011 | Ga-Pa             | Supergigant     | 1:23,82    | +4,66  | Elisabeth Görgl    |
| 9.      | 11 lutego | 2011 | Ga-Pa             | Superkombinacja | 2:43,23    | +1,77  | Anna Fenninger     |
| 12.     | 13 lutego | 2011 | Ga-Pa             | Zjazd           | 1:47,24    | +1,20  | Elisabeth Görgl    |
| 26.     | 17 lutego | 2011 | Ga-Pa             | Gigant          | 2:20,54    | +3,51  | Tina Maze          |
| DNF1    | 11 lutego | 2011 | Ga-Pa             | Slalom          | 1:45,79    | -      | Marlies Schild     |
| 30.     | 7 lutego  | 2017 | Sankt Moritz      | Supergigant     | 1:32,34    | +3,35  | Nicole Schmidhofer |
| 8.      | 10 lutego | 2017 | Sankt Moritz      | Superkombinacja | 1:58,88    | +1,84  | Wendy Holdener     |
| 23.     | 12 lutego | 2017 | Sankt Moritz      | Zjazd           | 1:32,85    | +2,38  | Ilka Štuhec        |
| DNF2    | 18 lutego | 2017 | Sankt Moritz      | Slalom          | 1:37,27    | -      | Mikaela Shiffrin   |
| 16.     | 8 lutego  | 2019 | Åre               | Superkombinacja | 2:02,13    | +2,96  | Wendy Holdener     |
| 33.     | 10 lutego | 2019 | Åre               | Zjazd           | 1:01,74    | +2,35  | Ilka Štuhec        |
| 9.      | 12 lutego | 2019 | Åre               | Drużynowo       | -          | -      | Szwajcaria         |
| 27.     | 16 lutego | 2019 | Åre               | Slalom          | 1:57,05    | +8,85  | Mikaela Shiffrin   |
| 24.     | 11 lutego | 2021 | Cortina d’Ampezzo | Supergigant     | 1:25,51    | +2,64  | Lara Gut-Behrami   |
| 22.     | 13 lutego | 2021 | Cortina d’Ampezzo | Zjazd           | 1:34,27    | +2,26  | Corinne Suter      |
| 10.     | 15 lutego | 2021 | Cortina d’Ampezzo | Superkombinacja | 2:07,22    | +5,04  | Mikaela Shiffrin   |

### Mistrzostwa świata juniorów
| Miejsce | Dzień     | Rok  | Miejscowość | Konkurencja | Czas biegu | Strata    | Zwyciężczyni         |
| ------- | --------- | ---- | ----------- | ----------- | ---------- | --------- | -------------------- |
| 11.     | 7 marca   | 2007 | Altenmarkt  | Zjazd       | 1:39,69    | +1,77     | Tina Weirather       |
| 6.      | 8 marca   | 2007 | Altenmarkt  | Gigant      | 2:14,90    | +1,99     | Nicole Schmidhofer   |
| 4.      | 9 marca   | 2007 | Altenmarkt  | Supergigant | 1:19,34    | +1,04     | Nicole Schmidhofer   |
| 4.      | 11 marca  | 2007 | Altenmarkt  | Slalom      | 1:44,23    | +0,89     | Ilka Štuhec          |
| 3.      | 11 marca  | 2007 | Altenmarkt  | Kombinacja  | 35,66 pkt  | +6,50 pkt | Ilka Štuhec          |
| 6.      | 23 lutego | 2008 | Formigal    | Supergigant | 1:40,19    | +2,08     | Viktoria Rebensburg  |
| DNF1    | 26 lutego | 2008 | Formigal    | Zjazd       | 1:50,13    | -         | Ilka Štuhec          |
| 4.      | 28 lutego | 2008 | Formigal    | Slalom      | 1:33,85    | +1,96     | Michaela Kirchgasser |
| 15.     | 29 lutego | 2008 | Formigal    | Gigant      | 1:42,50    | +2,00     | Anna Fenninger       |

### Puchar Świata

#### Miejsca w klasyfikacji generalnej
- sezon 2006/2007: 111.
- sezon 2007/2008: 94.
- sezon 2008/2009: 51.
- sezon 2009/2010: 44.
- sezon 2010/2011: 58.
- sezon 2011/2012: 45.
- sezon 2012/2013: 114.
- sezon 2013/2014: 59.
- sezon 2014/2015: 121.
- sezon 2015/2016: 60.
- sezon 2016/2017: 62.
- sezon 2017/2018: 58.
- sezon 2018/2019: 77.
- sezon 2019/2020: 75.
- sezon 2020/2021: 78.
- sezon 2021/2022: 103.

#### Miejsca na podium chronologicznie
| Nr | Dzień       | Rok  | Miejscowość            | Konkurencja | Czas zawodów | Poz. | Strata | Zwycięzca    |
| -- | ----------- | ---- | ---------------------- | ----------- | ------------ | ---- | ------ | ------------ |
| 1. | 30 stycznia | 2009 | Garmisch-Partenkirchen | Slalom      | 1:47,17      | 3.   | + 1,16 | Lindsey Vonn |